# Бактрійсько-маргіанський археологічний комплекс
37°18′04″ пн. ш. 64°09′19″ сх. д. / 37.301111111111° пн. ш. 64.155305555556° сх. д.
Бактрійсько-Маргіанський археологічний комплекс, (БМАК) також Оксуська цивілізація — одна з цивілізацій середньої бронзової доби, що існувала на території східного Туркменістану, південного Узбекистану, північного Афганістану і західного Таджикистану в XXIII—XVIII ст. до Р. Х. — в один час з Індською цивілізацією у Пакистані і давньовавілонським царством у Месопотамії.
Назва походить від:  Бактрія — грецька назва для району Бактри (сучасний Балх), що знаходиться на півночі Афганістану, а Маргіана — грецька назва перської сатрапії Маргуша, столицею якої був Мерв, у сучасному південно-східному Туркменістані.
Урбаністична фаза цивілізації, або доба інтеграції,

була датована у 2010 році Сандро Сальваторі бл. 2400 — 1950 рр. до н.е.
, 
але Надія А. Дубова
 
та Бертілль Ліонне дотримуються іншої точки зору - бл. 2250-1700 рр. до н.е.
.
Хоча її можна назвати "Оксуською цивілізацією", яка, очевидно, була зосереджена у верхів'ях Амудар'ї (річки Оксус) у Бактрії, більшість міських об'єктів БМАК насправді розташовані в Маргіані (сучасний Туркменістан) у дельті річки Мургаб та в гірському масиві Копет-Даг. 
Є кілька пізніших (бл. 1950-1450 рр. до н.е.) пам'яток на півночі Бактрії, (південний Узбекистан),

але вони здебільшого є могильниками, що належать до пов'язаної з БМАК культури Сапаллі
 
Єдина пам'ятка БМАК, відома як Дашлі, знаходиться на півдні Бактрії, на сучасній території північного Афганістану
. 
Пам'ятки, знайдені далі на схід, на південному заході Таджикистану, хоч і сучасні основним пам'яткам БМАК у Маргіані, але вони є лише кладовищами і не мають жодних міських споруд, з якими вони були пов'язані.
.
Цивілізація була названа БМАК радянським археологом Віктором Саріаніді в 1976 році, в період (1969-1979), коли він проводив розкопки на півночі Афганістану. 

Розкопки Саріаніді з кінця 1970-х років виявили численні монументальні споруди в багатьох місцях, укріплені вражаючими мурами і брамами. 
Звіти про БМАК здебільшого обмежувалися радянськими журналами.
 
Журналіст The New York Times писав у 2001 році, що за часів Радянського Союзу знахідки були майже невідомі на Заході, доки роботу Саріаніді не почали перекладати в 1990-х роках. 

Однак деякі публікації радянських авторів, таких як Массон, Саріаніді, Атагарєв і Бердиєв, були доступні для Заходу, перекладені в першій половині 1970-х років, трохи раніше, ніж Саріаніді назвав знахідки БМАК.
.

## Витоки
Найраніша культура неоліту Середньої Азії — Джейтунська культура, яка почала поширюватися у Південному Туркменістані і Північно-Східному Ірані близько 6000 року до Р. Х.
Пізніше виникли культури Анау і Намазга-Тепе, пов'язані з Бактрийсько-Маргіанською культурою.

### Теорія Саріаніді
З тезою про існування такої цивілізації виступив в 1976 році радянський археолог Віктор Саріаніді. На його думку, основними центрами цивілізації були Гонур-Депе, Намазга-Тепе і Алтин-Депе у сучасному Туркменістані. Не виключено, що ядро цивілізації було розташоване на території Афганістану, або Белуджистану, внаслідок політичної нестабільності недоступне нині для археологічних досліджень. Тому назву археологічної культури у наукових публікаціях коливається — серед інших пропонуються терміни «оксіанська цивілізація», «цивілізація оаз» і «Бактрійсько-Маргіанська культура».

## Характеристики
Розкопками Массона і Саріаніді розкрито фундаменти грандіозних для свого часу (у тому числі і фортифікаційних) споруд у Намазга-Тепе, Алтин-Депе тощо. Характерні не розписаний гончарний посуд, двоярусні гончарні горни, мідні і бронзові литі вироби (ножі, кинджали, дзеркала), глиняні моделі возів. Відкрито залишки багатокімнатних будинків, розділених вузькими вуличками. Високо розвинені кераміка і ювелірна справа вказують на наявність у містах великої кількості ремісників. Печатки та інші артефакти, виявлені в ареалі існування передбачуваної цивілізації, належать до художньої системи, в корені відмінної від цивілізацій Межиріччя і долини Інду. Крім того, піктограми на одній з печаток можуть свідчити про наявність у поселеннях Маргіанської цивілізації особливої системи писемності.

## Етнос і мова
Власне Саріаніді вважає носіїв цивілізації індоіранцями і намагається знайти відповідності археологічним реаліям у «Авесті» і «Ведах».
Тим часом в шарах Маргіанської цивілізації практично відсутні типові для індоіранців поховання або зображення коней, немає і свідчень збройного вторгнення з півночі у Бактрію і Маргіану.
О. Лубоцький досліджував індоарійську лексику, яка не має аналогів у загальноіндоіранському словнику, і зазначив, що дані слова належать до складної будівельної, землеробської і скотарської термінології і відповідає реаліям Бактрійсько-Маргіанської цивілізації, і з великою ймовірністю належать до субстратної мови даної цивілізації . Через це найімовірніше є віднесення носіїв цивілізації до доїндоєвропейського населенню Середньої Азії. За його висновками, індоіранський етнос займав територію на північ від оаз Маргіанської цивілізації і активно контактував з її носіями (див. Андронівська культура).
Франкфор і Транбле на підставі аккадських текстових і археологічних свідчень запропонували ототожнювати Маргіану з царством Мархаші. Мархашійські особисті імена вказують на східний варіант хуритської або іншої мови ванської мовної родини. Серед військових найманців і торговців, які зараховують себе до Мархаші, присутні Еламські імена.
Висловлюються гіпотези про те, що носії цивілізації говорили на сино-кавказьких, дравидійських або касситській мові.
Матеріалу для визначення мовної належності давньомаргіанського населення не збереглося. Немає і свідчень існування єдиної мовної спільності на всій території Бактрії та Маргіани. Не виключено, що носії Маргіанської цивілізації говорили мовою, близькою до нині ізольованої бурушаскі. Існує припущення про вплив Джирофтської цивілізації на Бактрійсько-Маргіанську культуру.